# Caixa Econômica Federal
Caixa Econômica Federal (conocida como Caixa) es una institución financiera brasileña, con forma de empresa pública del gobierno brasileño, con patrimonio propio y autonomía administrativa con sede en Brasília, Distrito Federal, y con filiales en todo el territorio nacional brasileño. Órgano vinculado al Ministerio de Hacienda del Brasil.

## Historia

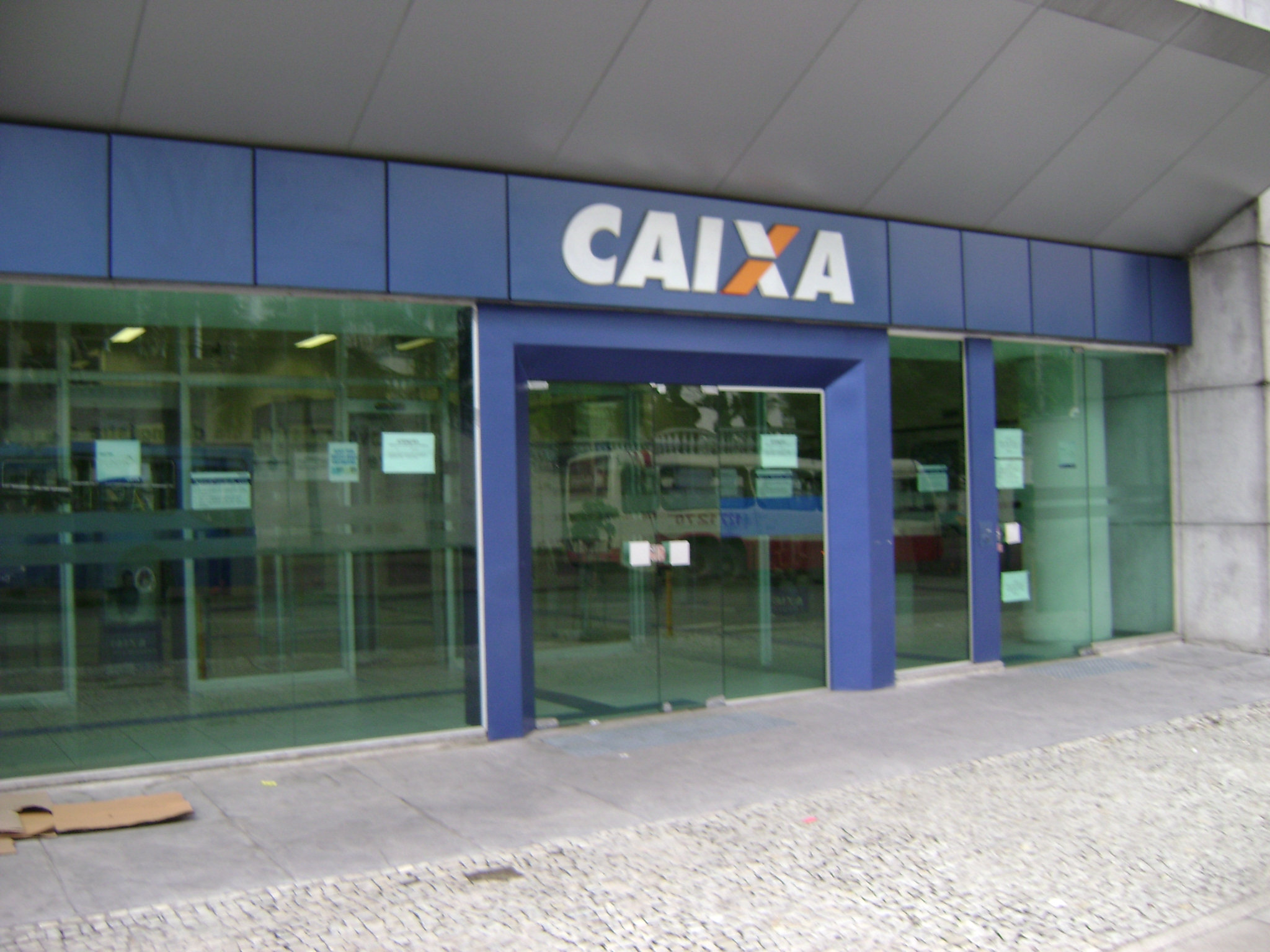
Una agéncia de Caixa en Belo Horizonte.

Integra el Sistema Financiero Nacional, auxiliando en la política de crédito del Gobierno de Brasil, sometiéndose a sus decisiones y a la disciplina normativa al Ministro de Hacienda, y a la fiscalización del Banco Central do Brasil. Cuenta en carácter excepcional con servicios bancarios autorizados por el Consejo Monetario Nacional. Sus cuentas y operaciones están sujetas a examen y juicio del Tribunal de Contas da União (TCU).
Fue creada el 12 de enero de 1861 por Don Pedro II con el nombre Caixa Econômica e Monte de Socorro. Su propósito era incentivar el ahorro y conceder préstamos sobre prendas, con la garantía del gobierno imperial. Esta característica diferenciaba la institución de otras en la época, que actuaban en el mercado sin dar seguridad a los depositantes o que cobraban impuestos y tasas excesivas a los deudores. De este modo, la Caixa rápidamente pasó a ser solicitada por los estratos sociales más populares, incluyendo a los esclavos, que podían ahorrar para sus cartas de liberación. Así, desde sus comienzos, la empresa estableció su foco en el área social.

## Misión
Constituida como empresa pública, de acuerdo con el Decreto N.º 759, del 12 de agosto de 1969, actúa en la promoción de la ciudadanía y el desarrollo sostenible del país, como institución financiera, agente de orden público y socio estratégico del Estado Brasileño.
Los valores principales de la empresa:
- Sustentabilidad económica, financiera y Socioambiental.
- Valorización del ser humano.
- El respeto a la diversidad.
- La transparencia y la ética con el cliente.
- Reconocimiento y valoración de las personas que hacen la CAIXA.
- La eficiencia y la innovación en los servicios, productos y procesos.

## Banco público
Hoy en día, es el banco público más grande de América Latina, también se centró en las grandes operaciones comerciales, pero aun así no perdiendo su lado social, ya que es la centralizadora de operaciones tales como FGTS (Fondo de Garantía de los Trabajadores), SIP (Programa de Integración Social) y Vivienda Pública (PAR - Programa de Arrendamiento Residencial, carta de crédito, fondos de jubilación, entre otros). Es también agente pagador de la Asignación Familiar, el programa de ingresos suplementarios del Gobierno de Brasil y el Seguro de Desempleo. También sirve en la financiación de obras públicas, se centraron principalmente en el saneamiento, la asignación de recursos a estados y municipios. La Caixa también hace la intermediación de los fondos del Gobierno de Brasil para el sector público. Su sede se encuentra en Brasilia.

## Loterías
La Caixa es responsable de las operaciones de los juegos de lotería en Brasil desde 1962, a través de la división de Loterías. Hay 10 tipos de juegos: Loteca, Mega-Sena, Lotofácil, Lotería Federal, Lotogol, Lotomania, Quina, Lotería Instantánea, Doble Sena y Timemania.
En 2007, las loterías recaudaron un total de R$ 5,1 mil millones, y de estos, R$ 2,56 mil millones se transfirieron a los proyectos sociales e instituciones dependientes del Gobierno de Brasil que trabajan en el ámbito de los deportes, la seguridad social, educación, cultura y la seguridad de las prisiones.
La lotería, dirigida por la Caixa, es patrocinadora del Comité Paralímpico Brasileño (CPB) y fue patrocinadora oficial de la delegación paralímpica de Brasil en los Juegos Paralímpicos de Beijing 2008. Además, también fue patrocinadora oficial de los Juegos Panamericanos Río 2007 y de las selecciones de atletismo y gimnasia, rítmica y trampolín.

## Caixa Cultural
La Caixa Econômica Federal por medio de la Caixa Cultura, apoya el desarrollo de la cultura brasileña actuando con una política de patrocinios. La Caixa Cultural comprende un abanico de apoyos que alcanzan múltiples niveles de producción artística, valorizando tanto a las manifestaciones regionales de la auténtica arte brasileña, como otras vertientes y lenguajes estéticos, de lo popular a lo erudito. Además, la CAIXA ha apoyado manifestaciones culturales extranjeras, patrocinando la llegada de eventos de otros países, como forma de promover un intercambio entre culturas y de conocimientos y experiencias estéticas.
Para atender esta política de apoyo cultural, la Caixa Econômica Federal mantiene espacios exclusivos de la Caixa Cultural en Brasília, Curitiba, São Paulo, Río de Janeiro, Salvador, Fortaleza, Recife y Porto Alegre.